# Melicope acuminata
Melicope acuminata är en vinruteväxtart som först beskrevs av Elmer Drew Merrill, och fick sitt nu gällande namn av Thomas Gordon Hartley. Melicope acuminata ingår i släktet Melicope och familjen vinruteväxter. Inga underarter finns listade i Catalogue of Life.